# 情報維新!やまぐち
『情報維新!やまぐち』（じょうほういしん!やまぐち）は、NHK山口放送局が山口県向けに放送している夕方の『NHKニュース』のローカルニュース番組。

## 概要
NHK山口は1997年度から『ゆうゆうワイド』を13年にわたって放送してきたが、これを一新したものである。2016年度からは平日20時台の、2022年度からは週末18時台のそれぞれ15分ニュースについてもそれぞれ『情報維新!やまぐち845』『情報維新!やまぐち645』のタイトルで放送している。
平日18時台の45分版は2023年5月22日より、NHKプラスの「ご当地プラス（中国エリア）」において見逃し配信を開始している。

## 放送時間
- 平日 18:10 - 18:59
- 土日祝日 18:45 - 18:59（後述の通り『情報維新!やまぐち645』のタイトルで放送）
  - 春の大型連休やお盆期間の土日・祝日、年末年始は休止で、18:45 - 18:59（年末年始は18:50 - 19:00）に広島局発の『ニュースちゅうごく645』（年末年始は『NHKニュース』[注釈 1]に改題）を放送。
  - また、2018年4月以降平日であっても休止する場合があり[注釈 2]、その場合2021年度までは18:45から『NHKニュース』（番組表上の表記タイトルは『山口県のニュース・気象情報』）として代替の県内ニュース・気象情報を放送していた[注釈 3]が、2022年度以降こうしたケースに該当する場合は『情報維新!やまぐち645』を放送するようになった。
  - 2023年度から、山口局ではプロ野球シーズン中に広島東洋カープ・福岡ソフトバンクホークスのホームゲームのローカル中継がある日に広島局または福岡局からの同時ネットで放送するようになり、そうしたケースに該当する場合本番組は休止となる[2]。その場合、18:10 - 18:54のプロ野球中継の枠内で攻守交代の合間などを縫う形で代替の県内ニュースを随時放送し、県内の気象情報については18:55 - 18:59に単独番組扱いで放送される。なお、この場合であっても18:55 - 18:59枠についてはEPGやNHKのウェブサイトに掲載される番組表では『情報維新!やまぐち』とクレジットされ、NHKプラスでの見逃し配信も行われる。
  - 祝日・年末年始やプロ野球中継時以外でも稀に特設ニュースや政見放送などで短縮・休止となるか特設ニュース・政見放送などを挟んだ2部構成で放送される場合がある。
  - 2023年末年始は広島局の『お好みワイドひろしま』と岡山局の『もぎたて!』など大半の中国地方ブロック各局の18時台のローカルニュースワイド番組は12月27日で年内の放送[注釈 4]を終えていたが、当番組の場合は28日まで放送された。

## 放送内容
- フォーカス
- sports
- 気象情報・お天気豆知識「やまてん」（山崎貴裕気象予報士担当）
- ハチマキTV その一歩に、エールを。   〜NHK山口放送局は開局80年〜
- お便りさんぽ（長野亮アナウンサーと条谷有香アナウンサーが担当）
- くらしプラス
- 旬感やまぐち

## 出演者
| 期間      | 期間      | メインキャスター  | メインキャスター  | サブキャスター      | 気象予報士 | コーナー担当                                                                                |
| 期間      | 期間      | 月曜 - 水曜       | 木曜・金曜        | サブキャスター      | 気象予報士 | コーナー担当                                                                                |
| --------- | --------- | ----------------- | ----------------- | ------------------- | ---------- | ------------------------------------------------------------------------------------------- |
| 2010.3.29 | 2011.4.1  | 安田真一郎        | 安田真一郎        | 毛利千亜樹 菊池良子 | 山口久美子 | 李ボラ                                                                                      |
| 2011.4.4  | 2012.3.30 | 安田真一郎        | 安田真一郎        | 菊池良子 小野原菜美 | 山口久美子 | 李ボラ                                                                                      |
| 2012.4.2  | 2014.3.28 | 喜多賢治          | 喜多賢治          | 小野原菜美 長安智子 | 山口久美子 | 李ボラ                                                                                      |
| 2014.3.31 | 2015.3.27 | 浅野達朗          | 浅野達朗          | 長安智子 長麻未     | 山口久美子 | 李ボラ                                                                                      |
| 2015.3.30 | 2016.4.1  | 松苗竜太郎        | 松苗竜太郎        | 長麻未 井本満奈     | 山口久美子 | キム・サンウン                                                                              |
| 2016.4.4  | 2017.3.31 | 松苗竜太郎        | 松苗竜太郎        | 井本満奈            | 渡部圭吾   | キム・サンウン                                                                              |
| 2017.4.3  | 2018.3.30 | 安藤佳祐          | 安藤佳祐          | 石井資子            | 渡部圭吾   | キム・サンウン                                                                              |
| 2018.4.2  | 2019.3.29 | 安藤佳祐          | 安藤佳祐          | 石井資子            | 大平真理子 | キム・サンウン                                                                              |
| 2019.4.1  | 2020.3.27 | 北野剛寛          | 北野剛寛          | 安森彩紀 後藤麻希子 | 大平真理子 | キム・サンウン                                                                              |
| 2020.3.30 | 2021.3.26 | 北野剛寛          | 北野剛寛          | 大西結依            | 山崎貴裕   | （不在）                                                                                    |
| 2021.3.29 | 2022.4.1  | 北野剛寛          | 北野剛寛          | 大西結依 横山真里奈 | 山崎貴裕   | （不在）                                                                                    |
| 2022.4.4  | 2023.3.31 | 平崎貴昭          | 島田莉生          | 大西結依 横山真里奈 | 山崎貴裕   | 山田奈穂（リポーター） 田邊和佳（リポーター）                                               |
| 2023.4.3  | 2024.3.29 | 平崎貴昭 条谷有香 | 平崎貴昭 条谷有香 | 大西結依            | 山崎貴裕   | 長野亮（リポーター） 宇部友貴（リポーター） 横山真里奈（リポーター） 山田奈穂（リポーター） |
| 2024.4.1  | 2025.3.28 | 条谷有香 堀田智之 | 条谷有香 堀田智之 | 大西結依            | 山崎貴裕   | 長野亮（リポーター） 宇部友貴（リポーター） 横山真里奈（リポーター）                        |
| 2025.3.31 | 現在      | 堀田智之 手嶌真吾 | 堀田智之 手嶌真吾 | 大西結依            | 山崎貴裕   | 長野亮（リポーター） 宇部友貴（リポーター） 石井晶也（リポーター）                          |

## 情報維新!やまぐち845
『情報維新!やまぐち845』（じょうほういしん!やまぐちはちよんご）は2016年4月4日から平日20:45 - 21:00に放送されるニュース番組。2016年4月1日までの『やまぐち845』を改題したもので、持ち回りのアナウンサーが県内関係のニュースや天気予報を伝える。
なお、春の大型連休中やお盆、年末年始に『情報維新!やまぐち』が休止となる場合は『情報維新!やまぐち845』も休止となり、当該時間帯は広島局から中国地方向けのニュース・気象情報を放送する。

## 情報維新!やまぐち645
『情報維新!やまぐち645』（じょうほういしん!やまぐちろくよんご）は土・日18:45 - 18:59に放送される。また、平日でも春の大型連休の谷間・お盆・年末期間やオリンピック開催期間中の特別編成時にはこのタイトルで放送される。
2018年3月までは県域放送で『やまぐちニュース』などのタイトルで放送されていたが、翌4月から広島局制作の『ニュースちゅうごく645』を放送していた。2022年度から土曜・日曜18時台の県域放送が4年ぶりに復活し、平日版と同一タイトルとした。なお、5月の大型連休や8月のお盆前後など県域放送体制が縮小される場合は、2021年度以前に準じて広島から『ニュースちゅうごく645』が放送される。